# Rue des Poissonniers (Nantes)
Pour les articles homonymes, voir Rue des Poissonniers.
La rue des Poissonniers est une rue de Nantes, en France.

## Situation et accès
Elle est située dans le centre-ville de Nantes, dans la partie orientale de l'ancienne île Feydeau. Artère pavée et piétonne, elle débute quai Turenne pour aboutir rue Kervégan. Sur son côté est, elle rencontre rue Pagan.

## Historique
Anciennement dénommée « rue Diderot », le conseil municipal du 31 juillet 1946 lui attribue son nom actuel.